# Kouros du Dipylon

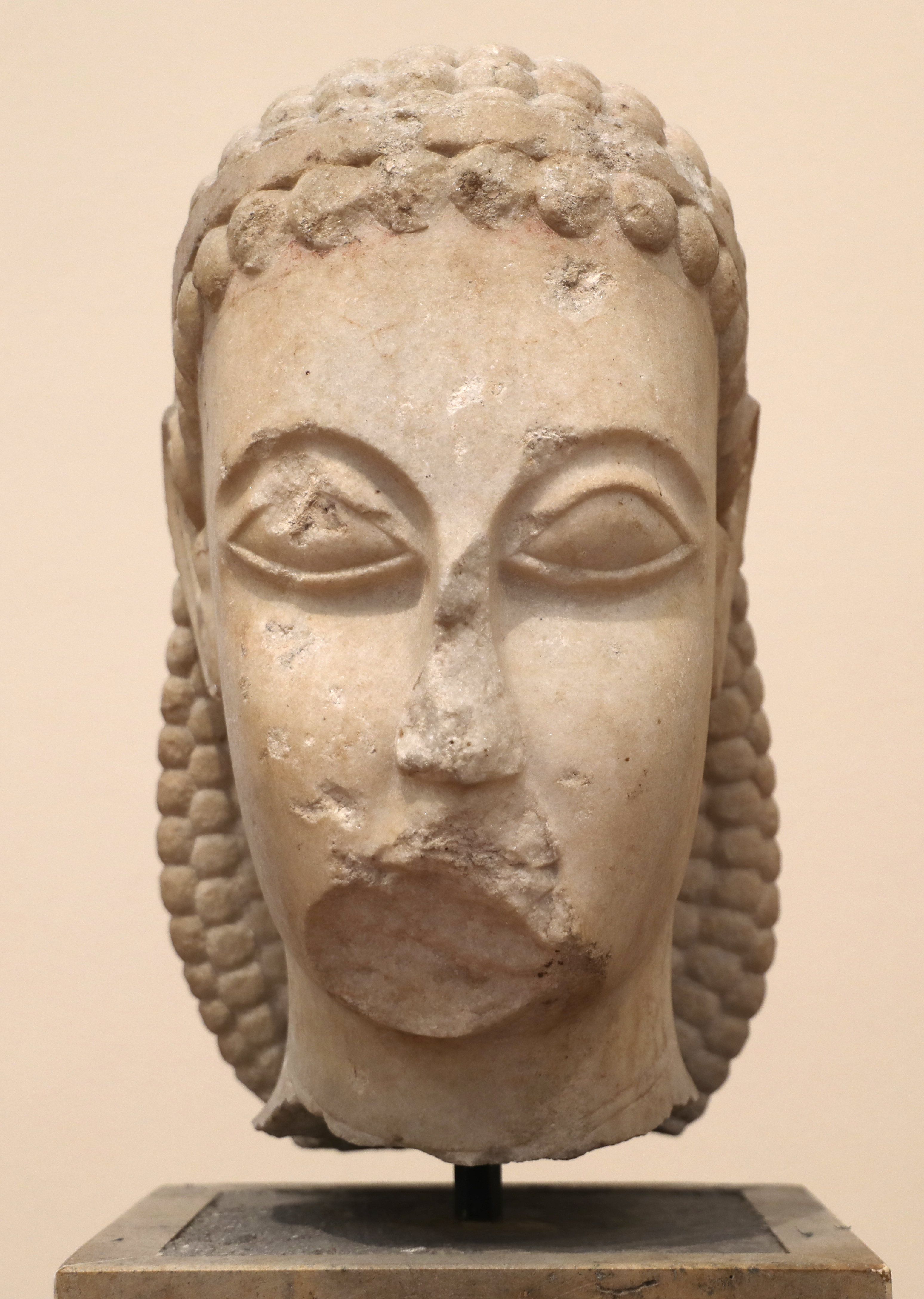
Kouros du Dipylon, quartier du Céramique, Athènes, vers 610 AEC. MNArch Athènes 3372

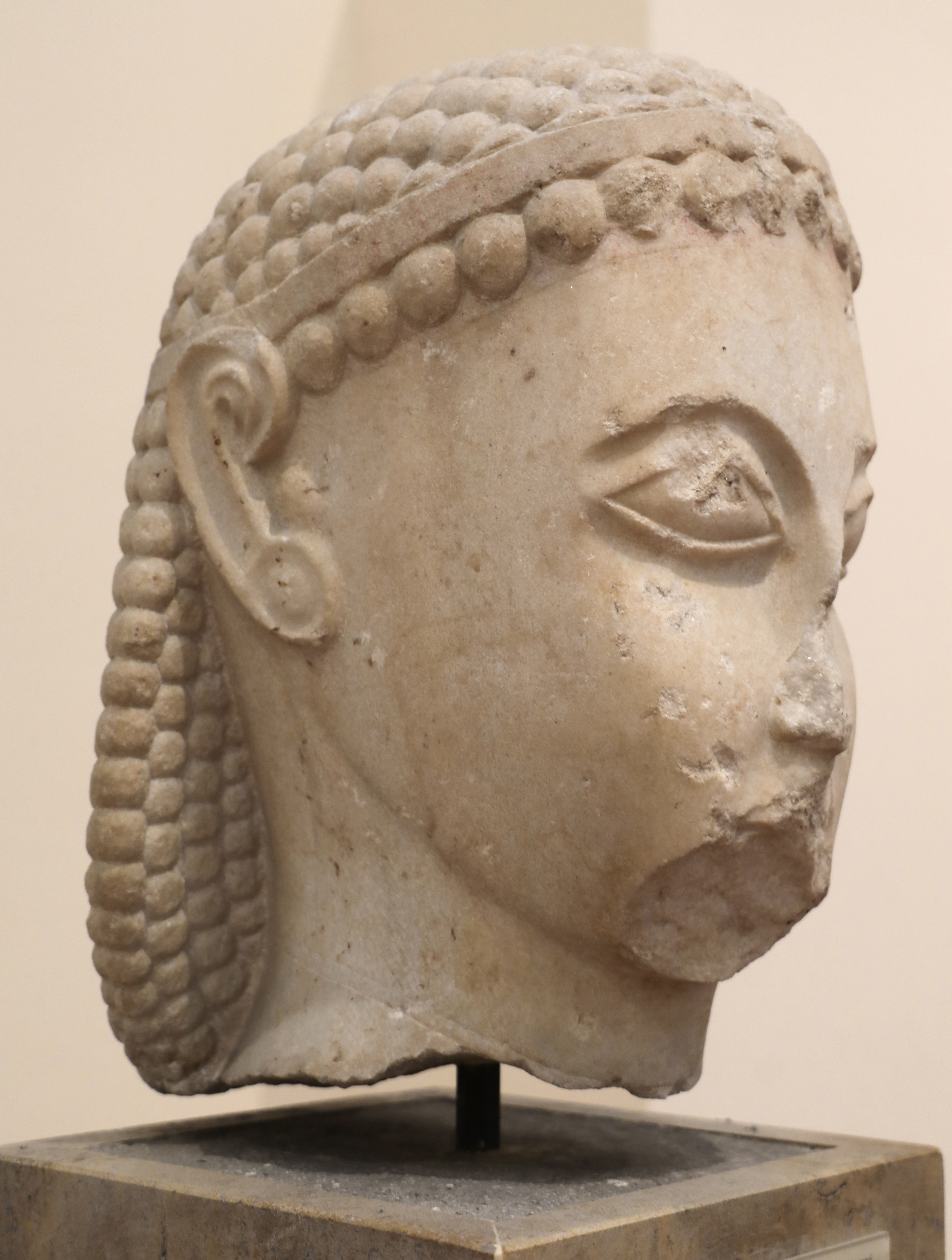
Tête du kouros

Le kouros du Dipylon est un kouros (statue grecque archaïque représentant un jeune homme) découvert en 1916 à Athènes, près de la porte du Dipylon, dans le quartier du Céramique. Il s'agirait d'une sculpture funéraire.

## Datation
Il est daté de la fin du VIIe siècle, vers 610 AEC. Il n'en subsiste que la tête et une main, en marbre, conservés au Musée national archéologique d'Athènes sous les numéros 3372 et 3965. C'est le plus ancien des kouroï qui nous soient parvenus. 

## Description
La tête a une hauteur de 44 cm et la main une longueur de 28 cm, donnant à la statue complète une hauteur estimée à environ 3 mètres. On ne sait s'il s'agit d'une statue funéraire ou d'une offrande provenant d'un sanctuaire. La tête, bien que très lisible, est fortement endommagée : la bouche, le menton, la plus grande partie du nez sont manquants. On constate aussi des éclats importants sur un œil et sur le front.

## Sources
- Νikolaos Kaltsas, Sculpture in the National Archaeological Museum, Athens, The J. Paul Getty Museum, Los Angeles 2002,  (ISBN 0-89236-686-9), S. 56.
- Ute Gottschall, Skulpturhalle Basel, Skulptur des Monats November 2002: Der Dipylon-Kopf, 2002, 1-2 (lire en ligne)